# بلیز انکوفو
بلیز انکوفو (هلندی: Blaise Nkufo؛ زادهٔ ۲۵ مهٔ ۱۹۷۵) بازیکن فوتبال اهل سوئیس است.

## باشگاهی

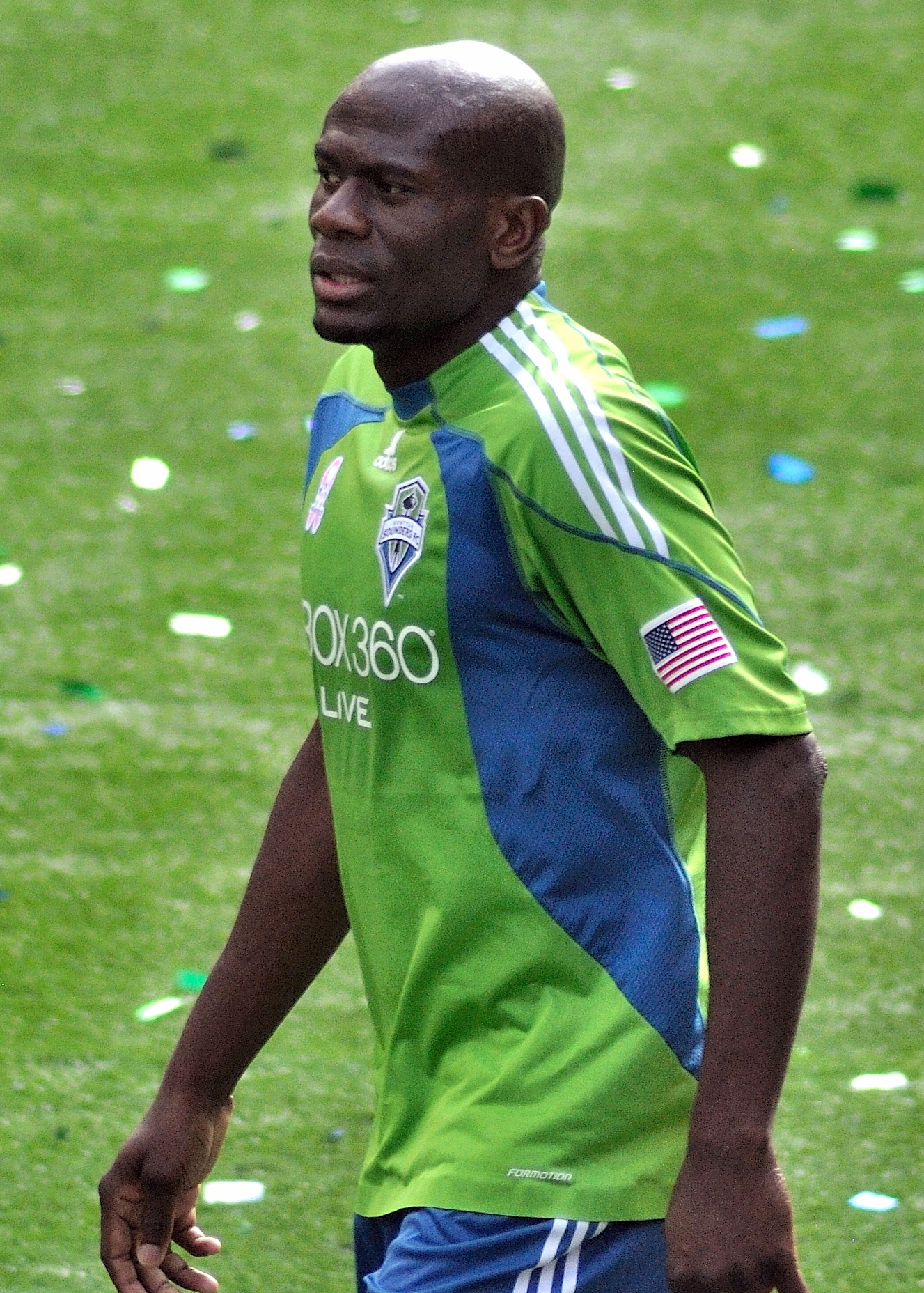
همچنین این فوتبالیست اصالتی از کشور کنگو دارد.

از باشگاه‌هایی که در آن بازی کرده‌است می‌توان به لوتسرن، لوگانو، و باشگاه فوتبال سیاتل ساندرز، گراس‌هاپر زوریخ، توئنته، باشگاه فوتبال العربی قطر، گراس‌هاپر زوریخ، ماینتس ۰۵، هانوفر ۹۶، باشگاه فوتبال سیاتل ساندرز، گراس‌هاپر زوریخ، لوگانو، و لوتسرن اشاره کرد.

## تیم ملی
وی همچنین در تیم ملی فوتبال سوئیس بازی کرده‌است.